# Lety smrti
Lety smrti (španělsky vuelos de la muerte) jsou formou mimosoudního zabíjení, při kterém jsou oběti zavražděny vyhozením z letadel nebo vrtulníků do oceánů, velkých řek nebo dokonce hor. Lety smrti se objevily v řadě vnitřních konfliktů, praktikovala je například Francie během malgašského povstání v roce 1947 a bitvy o Alžír v roce 1957, dále se objevily během argentinské špinavé války v letech 1976 až 1983, ale asi nejznámějším příkladem jejich použití představuje Chile za vlády generála Augusta Pinocheta, kdy byly oběti shazovány do Pacifiku či nad Andami. Během konfliktu v Bougainville byly ke zbavení se mrtvol, které zemřely při mučení, a v některých případech i k likvidaci stále žijících obětí využity vrtulníky PNGDF.